# Robert Blake (amiral)
Robert Blake, född 27 september 1598 i Bridgwater, Somerset, död 17 augusti 1657 till havs nära Plymouth, var en engelsk amiral.
Blake var till en början köpman, men tog vid utbrottet av engelska inbördeskriget anställning i den republikanska armén och steg i graderna till överste. Blake ledde senare företagen till sjöss mot prins Ruprecht av Pfalz och stred framgångsrikt mot holländarna vid Kentish Knock 1652 och Portland 1653. 1655 erövrade Blake Porto Farina vid Tunis i kriget mot Barbareskstaterna och förstörde 1657 vid Santa Cruz de Tenerife en spansk flotta. Blake var den förste som framgångsrikt genomförde ett flottangrepp mot kustbefästningar.